# 북부동 (김해시)

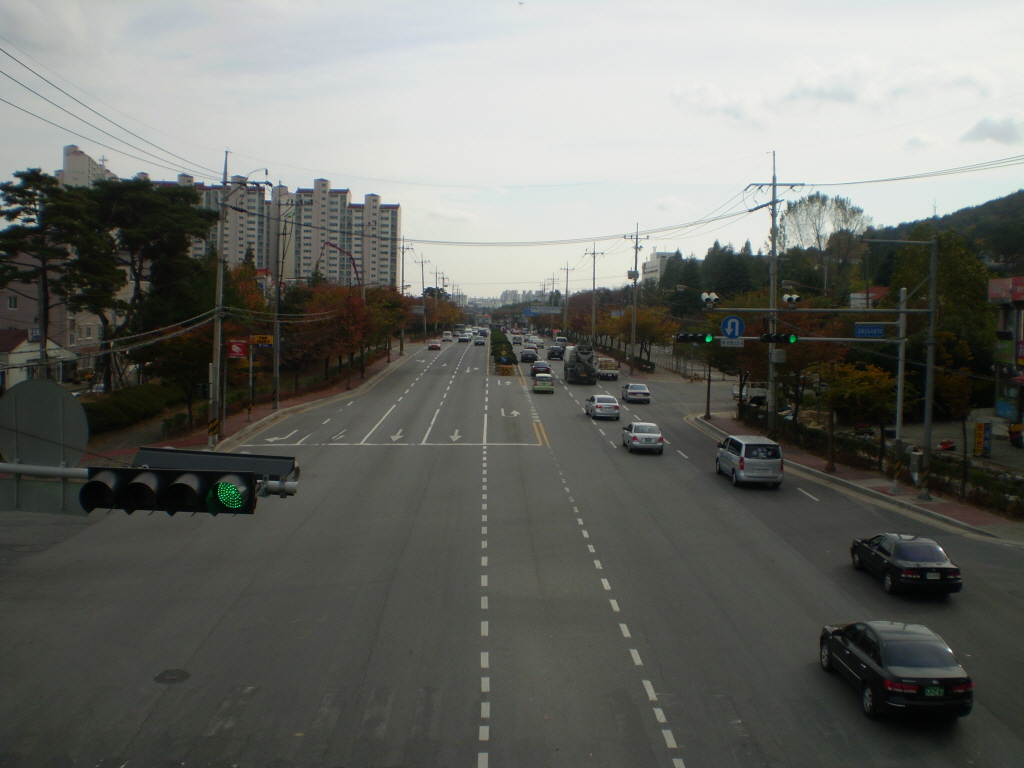
삼계동을 관통하고 있는 김해대로 전경

북부동(北部洞)은 대한민국 경상남도 김해시의 행정동이다. 가야문화 역사의 발원지로 김수로왕 탄강지인 구지봉을 비롯하여 수로왕비릉, 대성, 구산동고분, 김해향교 등 많은 문화재가 산재해 있으며, 1998년 국립김해박물관과 2003년 대성동고분박물관 개관을 계기로 가야문화 발상지로서의 위상에 걸맞은 면모를 갖추어 역사의 산고장으로 거듭 발전하고 있으며, 2001년 북부택지개발이 완료됨에 따라 대단위 아파트 건립으로 급격하게 인구가 유입되고 있어 새로운 신도시로 변모해가고 있다.

## 연혁
- 1979년 5월 1일 : 김해읍 북부출장소 설치
- 1981년 7월 1일 : 김해시 북부동 설치(대성동, 구산동, 삼계동)
- 1986년 7월 3일 : 구산동에 북부동청사 신축 이전
- 2003년 9월 1일 : 현 북부동사무소 신축이전 개관

## 법정동
- 구산동
- 대성동
- 삼계동

## 주거

### 아파트
| 단지명                       | 건설사       | 시행사                          | 주소               | 주소   | 입주              | 비고 |
| ---------------------------- | ------------ | ------------------------------- | ------------------ | ------ | ----------------- | ---- |
| 구산주공 3단지               | ㈜동성산업   | 대한주택공사                    | 가락로294번길 18   | 구산동 | 2000년 3월        |      |
| 구산주공 4단지               | ㈜삼협개발   | 대한주택공사                    |                    | 구산동 | 1999년 2월        |      |
| 구산주공 5단지               | ㈜대능건설   | 대한주택공사                    | 가락로294번길 17-1 | 구산동 | 1999년 2월        |      |
| 구지마을 1단지 동원          | 동원개발     | ㈜동원종합건설                  |                    | 구산동 | 2001년 12월       |      |
| 구지마을 2단지 한일유앤아이  | ㈜한일건설   | ㈜한일건설                      |                    | 구산동 | 2004년 6월        |      |
| 구산 아이파크 2단지          | 현대산업개발 | KT                              |                    | 구산동 | 2013년 12월       |      |
| 김해 푸르지오 파크테르       | 대우건설     | ㈜신한자산신탁 ㈜한다시티       | 가락로 354         | 구산동 | 2025년 2월        |      |
| 김해삼계 푸르지오 센트럴파크 | 대우건설     | ㈜신한자산신탁 ㈜한다리츠       |                    | 삼계동 | 2027년 4월 (예정) |      |
| 분성마을 5단지 푸르지오      | 대우건설     | ㈜세중아이앤디                  | 가야로 19          | 삼계동 | 2006년 2월        |      |
| 구지마을 3단지 푸르지오      | 대우건설     | 대우건설㈜                      | 삼계로 35          | 삼계동 | 2007년 4월        |      |
| 김해북부 두산위브            | 두산산업개발 | ㈜흥동개발                      | 김해대로 1784-27   | 삼계동 | 2005년 10월       |      |
| 화정마을 4단지 가야아이파크  | 현대산업개발 | 현대산업개발㈜                  |                    | 삼계동 | 2004년 8월        |      |
| 삼계 아이파크 1단지          | 현대산업개발 | KT                              |                    | 삼계동 | 2013년 12월       |      |
| 해반천 한라비발디            | 한라건설㈜   | 김해북부한라비발디 지역주택조합 |                    | 삼계동 | 2020년 10월       |      |
| 센텀시티 김해 한라비발디     | 한라건설㈜   | 삼계두곡지역주택조합            |                    | 삼계동 | 2021년 12월       |      |
| 분성마을 3단지 동원로얄듀크  | 동원개발     | ㈜동원종합건설                  | 가야로 60          | 삼계동 | 2005년 3월        |      |
| 분성마을 4단지 한솔솔파크    | ㈜한솔건설   | ㈜나래종합건설                  |                    | 삼계동 | 2005년 2월        |      |
| 화정마을 3단지 부영          | ㈜부영       | ㈜부영                          | 삼계로 223         | 삼계동 | 2002년 8월        |      |
| 화정마을 5단지 부영          | ㈜부영       | ㈜부영                          | 해반천로168번길 7  | 삼계동 | 2002년 8월        |      |
| 화정마을 2단지 부영          | ㈜부영       | ㈜부영                          | 삼계로 239         | 삼계동 | 2002년 9월        |      |
| 화정마을 1단지 부영          | ㈜부영       | ㈜부영                          | 삼계로 253         | 삼계동 | 2003년 6월        |      |
| 화정마을 6단지 부영          | ㈜부영       | ㈜부영                          | 김해대로 1864      | 삼계동 | 2003년 7월        |      |
| 분성마을 2단지 부영          | ㈜부영       | ㈜부영                          | 삼계로 248         | 삼계동 | 2005년 3월        |      |

### 오피스텔
삼계동
- 한국토지신탁 / (주)군장종합건설 김해 삼계 코아루 센텀 : 2018년 3월 입주.

## 학교
- 구봉초등학교
- 구산초등학교
- 김해구지초등학교
- 김해신명초등학교
- 분성초등학교
- 삼계초등학교
- 화정초등학교
- 구산중학교
- 김해여자중학교
- 분성중학교
- 삼계중학교
- 김해건설공업고등학교
- 김해분성고등학교
- 김해분성여자고등학교
- 김해여자고등학교
- 구산고등학교
- 가야대학교
- 부산장신대학교

## 문화재
- 구지봉
- 김해향교
- 구산동 마애불

## 인구
- 2013년 10월 기준, 8만605명[2]